# Dormitator pleurops
Dormitator pleurops är en fiskart som först beskrevs av Boulenger, 1909.  Dormitator pleurops ingår i släktet Dormitator och familjen Eleotridae. Inga underarter finns listade i Catalogue of Life.